# أندي كاوايا
أندي كاوايا (23 أغسطس 1996 بإقليم بروكسل العاصمة في بلجيكا - ) هو لاعب كرة قدم بلجيكي في مركز الوسط. شارك مع منتخب بلجيكا تحت 17 سنة لكرة القدم ومنتخب بلجيكا تحت 18 سنة لكرة القدم ومنتخب بلجيكا تحت 19 سنة لكرة القدم ومنتخب بلجيكا تحت 21 سنة لكرة القدم. أما مع النوادي، فقد لعب مع فيلم تو تيلبورغ ونادي رويال أندرلخت.

## وصلات خارجية
- أندي كاوايا على موقع الاتحاد الأوربي (الإنجليزية)
- أندي كاوايا على موقع الاتحاد البلجيكي (الإنجليزية)
- أندي كاوايا على موقع قاعدة بيانات كرة القدم.إي يو (الإنجليزية)
- أندي كاوايا على موقع Soccerway.com (الإنجليزية)
- أندي كاوايا على موقع عالم كرة القدم.نت (الإنجليزية)
- أندي كاوايا على موقع AS.com (الإسبانية)